# 점퍼 (컴퓨팅)

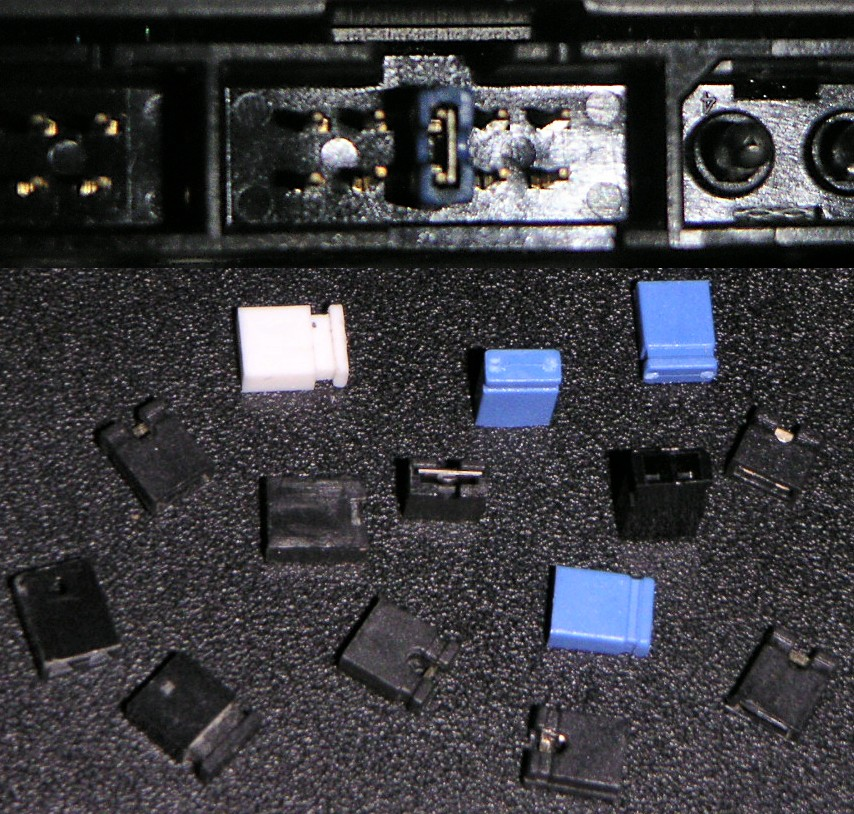
위: 점퍼가 있는 IDE 하드 드라이브의 점퍼 블록; 아래: 어지럽혀져 있는 점퍼들

점퍼(jumper)는 컴퓨팅에서 전기 회로의 일부의 틈을 막거나 통과시키는 데 쓰이는, 길이가 짧은 전도체이다. 점퍼는 일반적으로 컴퓨터의 메인보드와 같은 인쇄 회로 기판을 구축하거나 조정하는 데 쓰인다.

## 설명
점퍼 핀(점퍼로 연결된 부분)은 점퍼 블록(jumper block)이라 불리는 그룹으로 나열이 되어 있고 각 그룹은 적어도 한 쌍의 접촉점을 가진다. 이러한 그룹들을 헤더(header)라고 하기도 한다. 일반적으로 점퍼 블록에 연결된 각 접촉부는 조그마한 금속핀의 사용을 중단시킨다.
점퍼는 전기적으로 전도되어야 하며 이들은 편의를 위하여 보통 전기가 흐르지 않는 플라스틱 블록에 감싸여 있다. 이로써 단락(누전) 등의 사고가 일어나는 것을 막을 수 있다.

## 같이 보기
- 패치 케이블
- DIP 스위치